# Charles Cutts
Charles Cutts, född 31 januari 1769 i Portsmouth, New Hampshire, död 25 januari 1846 i Fairfax County, Virginia, var en amerikansk politiker (federalist). Han representerade delstaten New Hampshire i USA:s senat 21 juni 1810-3 mars 1813 och 2 april-10 juni 1813.
Cutts utexaminerades 1789 från Harvard University. Han studerade sedan juridik och inledde 1795 sin karriär som advokat.
Senator Nahum Parker avgick 1810 och efterträddes av Cutts. Delstatens lagstiftande församling lyckades inte enas om en efterträdare åt Cutts då mandatperioden löpte ut i mars 1813. Han blev sedan tillfälligt utnämnd till senaten i april samma år och efterträddes i juni av Jeremiah Mason.
Cutts tjänstgjorde som senatens sekreterare, Secretary of the United States Senate, 12 oktober 1814-12 december 1825. Han efterträddes av Walter Lowrie.